# Lycée français international de Malaga
Le Lycée français international de Málaga (LFIM) est un établissement d'enseignement français en Espagne. Il a été créé officiellement le 15 septembre 1968 à l'initiative du Consul de France à Malaga. L'établissement accueille environ 850 élèves, de la maternelle à la terminale, et offre un enseignement conforme aux programmes de l'Éducation nationale française, tout en intégrant des éléments du système éducatif espagnol.
Il est conventionné avec l'Agence pour l'enseignement français à l'étranger depuis la création de celle-ci en 1990. 

## Histoire
L'histoire du LFIM remonte à 1966, lorsque trois enseignants français ouvrent une école à Torremolinos, dans une villa avec jardin accueillant une quarantaine d'élèves. En 1967, deux autres écoles voient le jour, l'une à Malaga pour 50 élèves, et une autre à Torremolinos pour 15 élèves. Le 15 septembre 1968, à l'initiative du consul de France à Málaga, ces trois établissements fusionnent pour former l'École française de Málaga. L'enseignement, avec le support du centre national d'enseignement à distance (CNED), va du cours préparatoire à la terminale. Dès la première année, c'est le succès. Alors que quatre-vingt enfants avaient été prévus c'est, en réalité, 120 qui feront leur rentrée dans la Villa Rosa (Paseo de Reding).
En 1972, l'école s'établit dans une villa du Paseo de Sancha et, en 1981, elle s'agrandit en y occupant une deuxième villa. Devant la croissance des effectifs et après de longues recherches, le lycée français de Malaga s'établit en juin 1986 au Cerrado de Calderón dans un ancien club de sports.
Depuis sa création, le LFIM a connu une croissance constante, tant en termes d'effectifs que de développement pédagogique. En 2025, il a été sélectionné parmi les 100 meilleurs établissements scolaires d’Espagne par le prestigieux média Forbes, mettant en valeur la qualité de son projet pédagogique, l’innovation dans ses méthodes d’enseignement, l’attention portée aux élèves, son ouverture internationale et son engagement éducatif global.

## Organisation pédagogique
Le LFIM propose un enseignement de la petite section de maternelle jusqu'à la terminale. Les élèves suivent le programme français, avec des adaptations pour intégrer la langue et la culture espagnoles. L'établissement met l'accent sur le plurilinguisme, offrant des cours en français, espagnol, anglais, allemand et latin. Des parcours éducatifs spécifiques sont proposés pour répondre aux besoins des élèves, notamment en matière d'inclusion scolaire.

## Résultats et effectifs
En 2024, le lycée a affiché un taux de réussite de 100 % au baccalauréat pour la cinquième année consécutive, avec plusieurs mentions Très Bien et les félicitations du jury.
L'établissement compte environ 850 élèves, répartis de la maternelle à la terminale.
En 2025, le Lycée français international de Málaga a été sélectionné parmi les 100 meilleurs établissements scolaires d’Espagne par le prestigieux média Forbes. Ce classement met en valeur les établissements qui se distinguent par la qualité de leur projet pédagogique, l’innovation dans les méthodes d’enseignement, l’attention portée aux élèves, l’ouverture internationale et l’engagement éducatif global.

## Infrastructures
Le campus du LFIM est situé au 36, Calle Los Flamencos, dans l'urbanisation Cerrado de Calderón à Málaga. Il dispose de bâtiments adaptés à chaque niveau scolaire, d'installations sportives, de laboratoires, d'une bibliothèque et d'espaces dédiés aux activités artistiques et culturelles.

## Vie scolaire
L'établissement propose une variété d'activités extra-scolaires, telles que la musique, le sport, le théâtre et les arts plastiques. Il dispose également d'une radio scolaire, "Chouette Radio", animée par les élèves. Une association de parents d'élèves est active au sein de l'école, favorisant la collaboration entre les familles et l'équipe éducative.

## Réseau AEFE
Le LFIM fait partie du réseau de l'AEFE, qui regroupe plus de 500 établissements d'enseignement français à l'étranger. Ce réseau permet aux élèves de bénéficier d'une continuité pédagogique, quel que soit leur pays de résidence, et facilite leur intégration dans les systèmes éducatifs français et locaux.

## Personnalités liées
Pablo Alborán, chanteur et compositeur espagnol de renommée internationale, est un ancien élève du Lycée Français International de Málaga. Il y a effectué l'ensemble de sa scolarité et a obtenu son baccalauréat en 2007. 
En 2019, à l'occasion du 50e anniversaire de l'établissement, il est revenu au lycée pour une visite surprise, retrouvant ses anciens professeurs et partageant un moment privilégié avec les élèves actuels.